# Tejidos de Birka

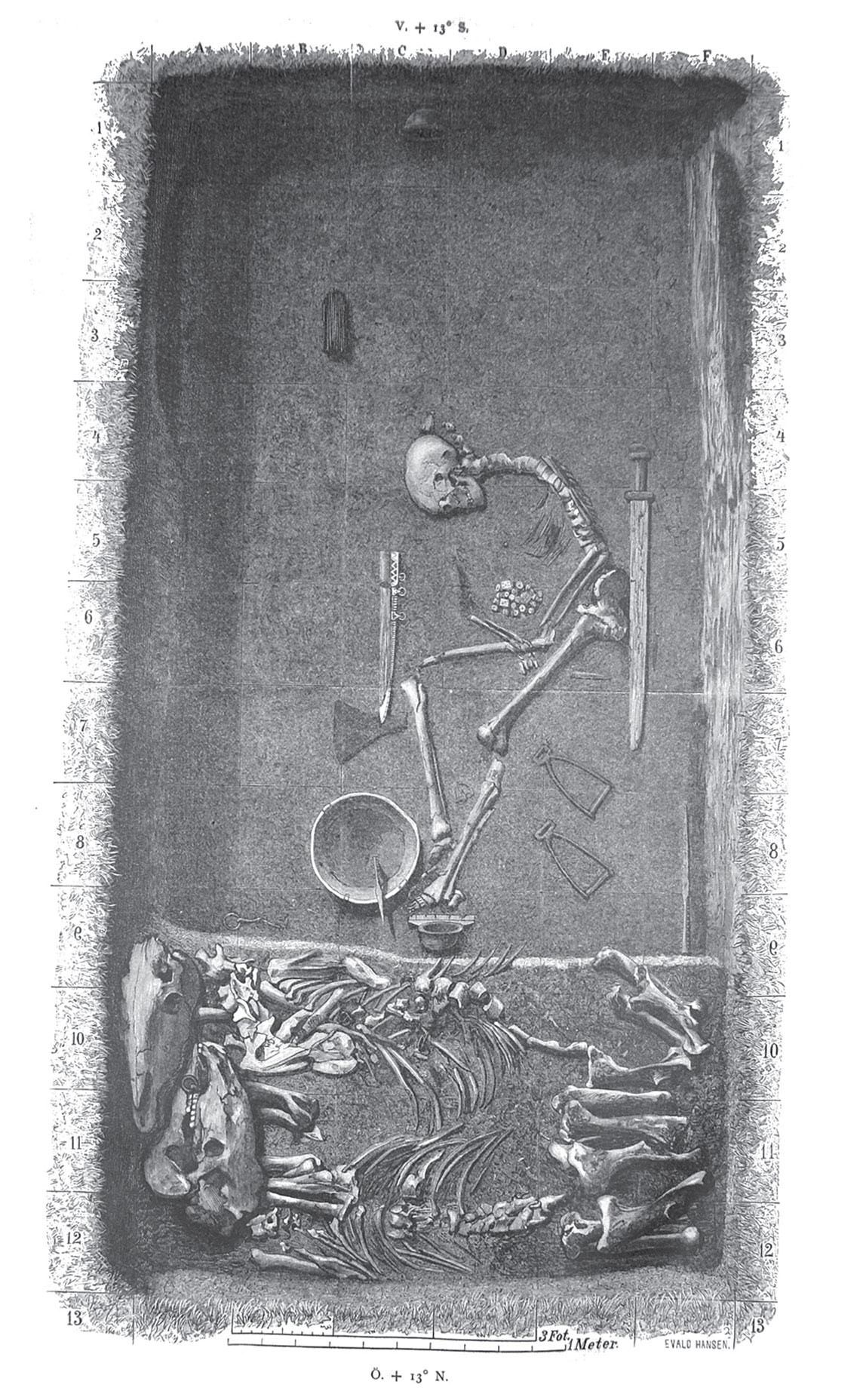
Boceto de la tumba arqueológica encontrada y etiquetada como "Bj 581" por Hjalmar Stolpe en Birka, publicado en 1889. El cuerpo fue encontrado en posición sentada, vestido con prendas de seda y adornos de hilo de plata.

Los tejidos de Birka son textiles arqueológicos encontrados durante las excavaciones de Birka en la isla de  Björkö, (Suecia) realizadas entre 1871 y 1895 por Hjalmar Stolpe. Se excavaron unas 1.100 tumbas y entre los hallazgos había cintas tejidas con brocado de plata, bordados en hilo de oro y plata y lujosos tejidos de seda, todos ellos fechados en el siglo X. Los bordados, trabajados en su mayoría en punto de pespunte, incluyen hilo de lana sobre tejido de lana, hilo de seda sobre tejido de seda e hilo de oro sobre un material de fondo deteriorado. Hay ejemplos de técnicas de apliques y ribetes utilizados para decorar y reforzar las prendas.
Se ha llamado a Birka la «Ruta de la Seda del Norte» por la especulación de si los tejidos representaban orígenes del Cercano o del Lejano Oriente.

## Antecedentes
El emperador bizantino Constantino VII, autor de De administrando imperio, escribió sobre la ruta comercial del río Dniéper entre Nóvgorod, Smolensk, Chernigov, Vyshegrad y Teliutza hasta Bizancio, confirmando la existencia de una ruta comercial entre el Norte y el Mediterráneo.
El escritor árabe Ibn Khordadbeh escribió en el siglo IX sobre vikingos que navegaban por el mar Caspio hasta «Djordjan». Llevaban a cabo intercambios comerciales con intérpretes eunucos y transportaban sus mercancías compradas de vuelta a Bagdad en una caravana de camellos. Y hay otros relatos árabes que demuestran que los vikingos tenían acceso a las mercancías árabes. Ahmad ibn Fadlan describe un asentamiento búlgaro del norte en el río Volga donde se encuentra con los rus en el año 922. Según la descripción que hace Fadlan del funeral del jefe, el cuerpo, ataviado con un caftán brocado, fue colocado en un diván cubierto de brocado bizantino en un pabellón que se construyó en su barco.
Existen pruebas arqueológicas de este comercio en Suecia, donde se han encontrado más de 60.000 monedas bizantinas y dirhems árabes. Hay 2.500 piedras rúnicas fechadas entre c. 1000-1100 que honran a hombres que murieron en «las Österled (tierras orientales); en Gardarike (Rusia), Holmgard (Nogorod), Grecia, Miklagard (Bizancio), Jursalia (Jerusalén) y Sarkland (Persia)»".

## Bandas tejidas de mesa
En unas 60 de las 170 tumbas excavadas se encontraron bandas de tejido de mesa. La urdimbre estaba tejida enteramente de seda, o una combinación de seda y un material interior que no ha sobrevivido, y la trama enteramente de seda. Todas las bandas estaban brocadas con hilos metálicos, bien de oro o de plata, y en dos casos una combinación. Las investigaciones de Agnes Geijer han identificado al menos 26 diseños diferentes.
Existe controversia sobre su supuesto origen oriental. El tejido avanzado de bandas era conocido en los países nórdicos desde antes de la época vikinga, pero estos materiales y construcciones específicas son por lo demás desconocidos fuera de los tejidos de Birka.